# Pont de Battersea

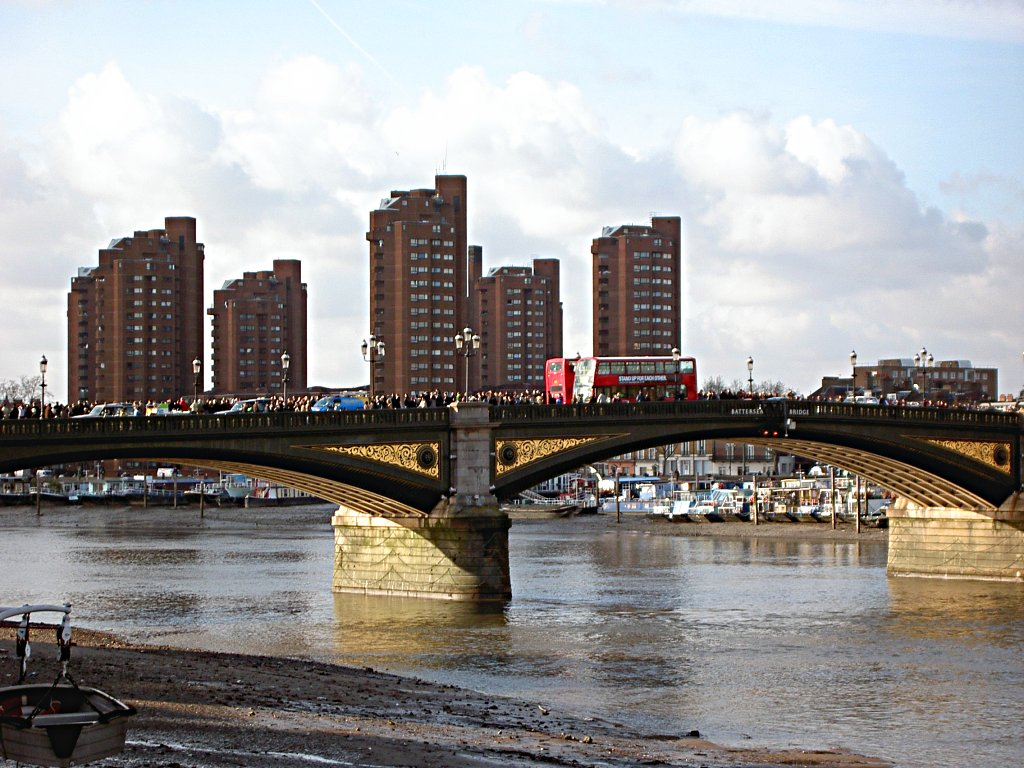
Foule rassemblée sur le pont de Battersea pour observer une baleine en 2006

Le pont de Battersea est un pont en arc à cinq travées avec des poutres en fonte et des piliers en granit qui traverse la Tamise à Londres, en Angleterre. Il est situé dans un virage serré de la rivière et relie Battersea au sud de la rivière à Chelsea au nord. Le pont a remplacé un service de ferry qui fonctionnait près du site depuis au moins le milieu du XVIe siècle.
Le premier pont de Battersea était un pont à péage (en) commandé par John Spencer, qui avait récemment acquis les droits d'exploitation du ferry. Bien qu'un pont en pierre ait été prévu, des difficultés à obtenir des investissements ont fait qu'un pont en bois moins cher a été construit à la place. Conçu par Henry Holland, il fut d'abord ouvert aux piétons en novembre 1771, puis aux véhicules en 1772. Le pont était mal conçu et dangereux tant pour ses utilisateurs que pour la navigation de passage, et les bateaux entraient souvent en collision avec lui. Afin de réduire les dangers pour la navigation, deux piles ont été supprimées et les sections du pont situées au-dessus ont été renforcées par des poutres en fer.
Bien que dangereux et impopulaire, le pont fut le dernier pont en bois survivant sur la Tamise à Londres, et fit l'objet de peintures de nombreux artistes importants tels que J. M. W. Turner, John Sell Cotman et James McNeill Whistler, dont Nocturne en bleu et or - le Vieux Pont de Battersea, et son controversé Nocturne en noir et or - la fusée qui retombe.
En 1879, le pont est devenu propriété publique et, en 1885, il a été démoli et remplacé par le pont existant, conçu par Sir Joseph Bazalgette et construit par John Mowlem & Co (en). Il s'agit du pont routier le plus étroit qui subsiste sur la Tamise à Londres, et l'un des moins fréquentés de Londres. Sa situation dans un virage du fleuve fait de lui un danger pour la navigation, et il a été fermé à de nombreuses reprises en raison de collisions.

## Contexte

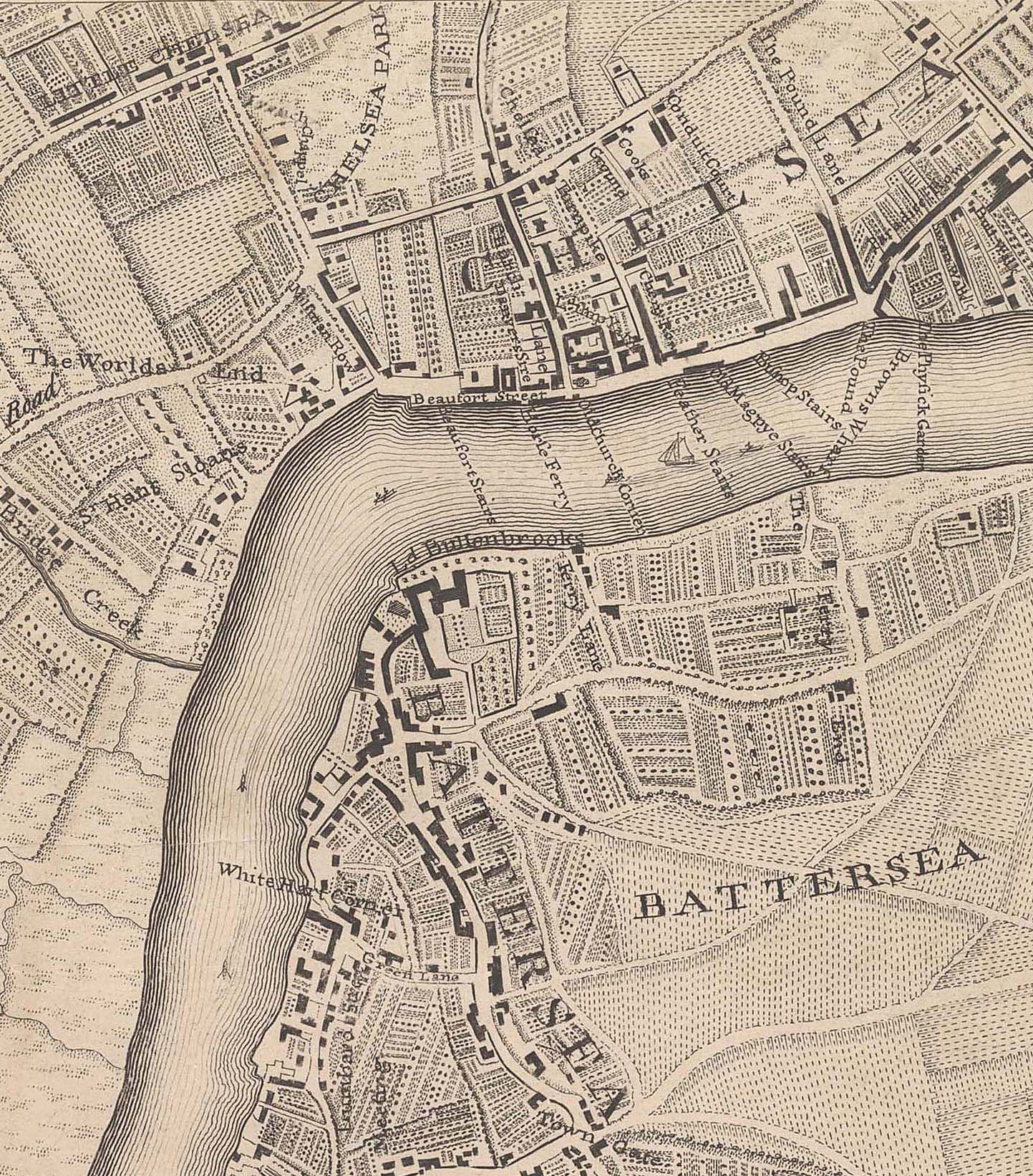
Chelsea & Battersea, 1746. Le pont serait construit sur le méandre de la rivière, à une courte distance à l'ouest de la traversée en ferry indiquée.

Chelsea, à environ 4,8 km à l'ouest de Westminster, sur la rive nord de la Tamise, existe en tant que colonie depuis au moins l'époque anglo-saxonne. À cet endroit, la Tamise se dévie selon un angle aigu d'un flux sud-nord à un flux est-ouest, et la rivière, qui se déplace lentement et qui est relativement facile à traverser à gué, est généralement considérée comme le site où Jules César a traversé la Tamise lors de l'invasion de la Grande-Bretagne en 54 av. J.-C.,. Chelsea bénéficiait de bonnes liaisons routières et fluviales avec le siège du gouvernement à Westminster et le centre commercial de la Cité de Londres depuis au moins le XIVe siècle. C'était un centre de l'industrie de la porcelaine britannique et un important producteur de produits de boulangerie — aux périodes de pointe, près de 250 000 petits pains de Chelsea étaient vendus chaque jour. Au XVIIIe siècle, elle comptait un grand nombre de résidents très prospères.
Battersea, inscrite sous le nom de Patricesy  dans le Domesday Book et mentionnée pour la première fois dans des documents datant de 693 apr. J.-C.,, sur la rive sud du fleuve en face de Chelsea, était par contre une terre basse et marécageuse, sujette aux inondations. Les conditions étaient idéales pour la culture des asperges et de la lavande, et une petite ville de marché s'est développée dans la région, basée cette industrie.
Bien que Chelsea et Battersea aient été reliées par ferry depuis au moins 1550, les liaisons fixes les plus proches entre les deux étaient le pont de Putney, 2,8 km en amont et ouvert en 1729, et celui de Westminster, 4,8 km en aval, ouvert en 1746. En 1763, John Spencer, a acheté le manoir de Battersea, et a ainsi acquis la propriété du service de ferry entre Chelsea et Battersea.
Le ferry était vieux et quelque peu dangereux, et en 1766, Spencer créa la Battersea Bridge Company et demanda et obtint le consentement du Parlement pour construire « un beau pont de pierre » à travers la Tamise. Le pont devait être construit entre Cheyne Walk et Battersea, à l'endroit où le cours de la rivière tourne brusquement vers l'est en direction de Westminster, pour un coût prévu de 83 000 £,,. Le comte avait prévu que de nombreux résidents locaux investiraient dans le projet, mais il s'est vite aperçu que le projet suscitait un scepticisme généralisé. Seuls quinze investisseurs, dont le comte lui-même, étaient prêts à investir, et un total de seulement 17 662 £, ont été réunis, bien moins que ce qui était nécessaire pour financer cet ambitieux projet.

## Ancien pont de Battersea

### Premières années

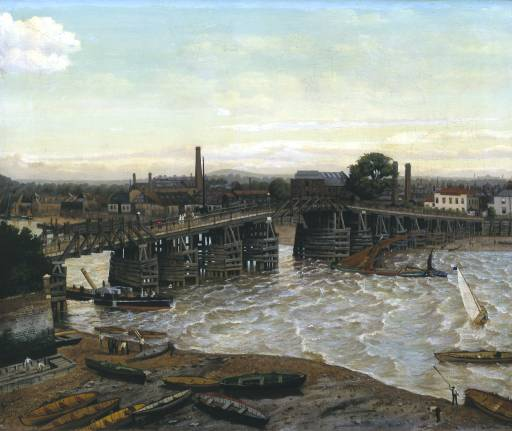
Le vieux pont de Battersea, Walter Greaves (1874).

Spencer a calculé que l'argent récolté serait suffisant pour financer un modeste pont en bois, et un projet a été commandé à l'architecte Henry Holland, qui était en pleine ascension. Il a été construit selon les plans de Holland par John Phillips (en), dont l'oncle Thomas Phillips avait construit le pont de Putney en 1729. Le pont de Battersea a été ouvert aux piétons en novembre 1771 alors qu'il n'était pas encore terminé. En 1772, une surface de craie et de gravier a été ajoutée et le pont a été ouvert à la circulation des véhicules. Les péages étaient facturés sur une échelle mobile, allant d'un demi-penny pour les piétons à un shilling pour les véhicules tirés par quatre chevaux ou plus. Le pont n'a jamais été nommé officiellement et était désigné sur les cartes de l'époque comme « Battersea Bridge » et « Chelsea Bridge »,.

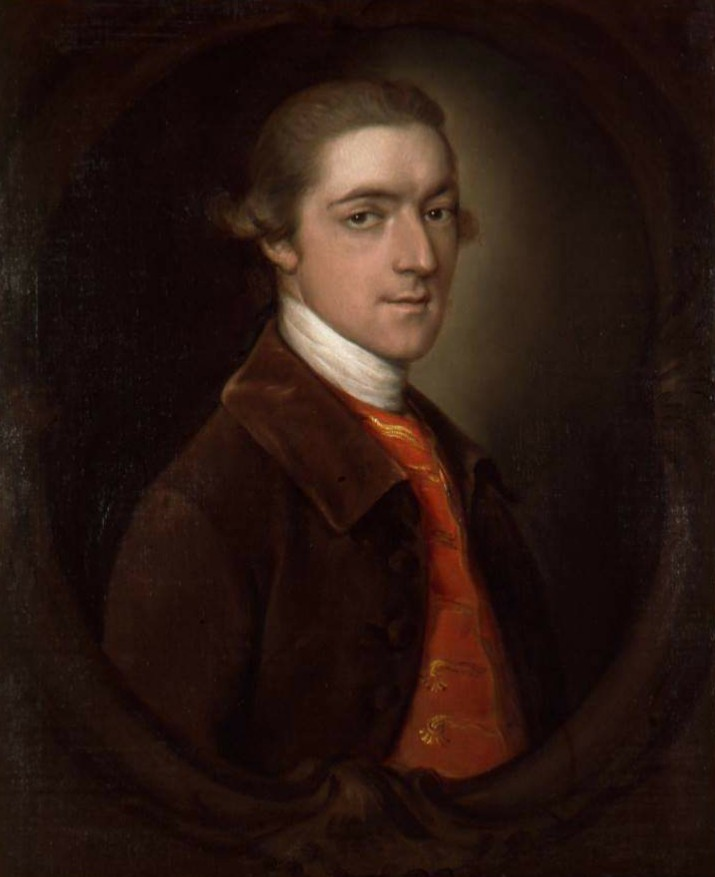
John Spencer, a fait construire le premier pont de Battersea.

Il mesurait 224 m de long et seulement 7,3 m de large, ce qui le rendait peu pratique pour les gros véhicules. La conception de Holland consistait en dix-neuf travées étroites distinctes, la plus large n'ayant que 9,7 m de large, et les bateaux avaient du mal à naviguer sous le pont ; il y eut un certain nombre d'accidents, y compris des blessures graves et des décès. Le pont a été heurté à plusieurs reprises par les navires de passage, ce qui a nécessité des réparations fréquentes et coûteuses, et les dividendes versés aux investisseurs étaient faibles. Au cours d'un hiver particulièrement froid en 1795, le pont a été gravement endommagé par la glace, ce qui a nécessité une reconstruction longue et coûteuse, et aucun dividende n'a été versé pendant les trois années suivantes. Des inquiétudes ont été exprimées au Parlement concernant la fiabilité du pont, et la Battersea Bridge Company a été obligée de fournir un service de ferry au même taux que les péages du pont, dans le cas où le pont serait fermé pour réparations.
Afin d'améliorer le faible niveau de sécurité du pont pour ses clients, des lampes à huile ont été ajoutées au pont en 1799, faisant de lui le premier de la Tamise à être éclairé,. Entre 1821 et 1824, les rambardes en bois fragiles le long des bords du pont, qui se brisaient souvent, ont été remplacées par de solides garde-corps en fer de 1,2 m, et en 1824, les lampes à huile ont elles-mêmes été remplacées par un éclairage au gaz,. En 1873, dans un effort pour améliorer la navigation autour du pont et réduire les accidents, deux des piliers ont été enlevés, faisant que la plus grande travée ait 23,4 m de long et le pont a été renforcé avec des poutres en fer pour compenser les piliers manquants.